# Радханатх Рай
Радханатх Рай (*ରାଧାନାଥ ରାୟ, 28 вересня 1848 —27 квітня 1908) — індійський поет, письменник, драматург, що складав твори мовою орія.

## Життя та творчість
Народився в родині середнього статку в с. Кедарпур (Баласорський округ, Орісса). Зумів здобути середню освіту в баласорі, згодом закінчив Катаккський коледж, де познайомився з Мадхусуданом Рао. Значну частину життя працював інспектором шкіл у рідному окрузі. Водночас сприяв розвитку й поширенню мови орія. Нагороджений магараджею Баманди почесним титулом кавібар. У 1901 році переведений на службу до Бурдвана.
Радханатха Ройя вважають національним поетом Орісси. Реформатор поезії орія, надав їй яскраво виражений національний характер. З його ім'ям пов'язаний початок романтизму в орійський літературі.
Його улюблений жанр — епічна поема, що використовує легендарні й фантастичні сюжети, де відображені конкретні, локальні риси природи. Це рідкісна й нова якість для літератур Індії, де тоді переважав узагальнений образ природи. Загалом у доробку 13 поем. Найвідоміші з них — «Чиліка», «Чандрабхага», «Велика мандрівка» («Махаятра»).
Поет не був чужий і сучасній йому соціальній проблематиці, про що свідчить сатирична поема «Дарбар» («Імперський прийом»), де висміюються правителі так званих незалежних князівств, лизоблюдство перед англійцями.
Написав декілька прозаїчних творів морально-дидактичного характеру.